# Barbro Nordin
Barbro Nordin,  egentligen Barbro Margareta Nordin-Lund, född 13 april 1923 i Uppsala, död 19 maj 1999 i Hedvig Eleonora församling i Stockholm, var en svensk skådespelare. 
Nordin gifte sig 1948 med Tobias Lund. Hon är gravsatt i minneslunden på Skogskyrkogården.

## Filmografi i urval
- 1947 – Får jag lov, magistern! (ej identifierad roll)
- 1947 – Folket i Simlångsdalen (Marit)
- 1948 – En svensk tiger (Mitzi)
- 1949 – Kvinna i vitt (syster Aina, sjuksköterska)
- 1949 – Svenske ryttaren (Margareta)
- 1949 – Havets son (servitrisen Solveig Moen)
- 1950 – Restaurant Intim (kallskänksbiträdet Pyret)
- 1950 – Två trappor över gården (Greta)
- 1952 – Hon kom som en vind (Ingrid, Olles fru)
- 1952 – Mot framtiden (Inga, Folkes fästmö)
- 1965 – Nattmara (Fru Lundgren)
- 1967 – Tvärbalk (Jörel, Leos syster)
- 1967 – Bränt barn (begravningsgäst)
- 1969 – Ni ljuger (hyresvärdinna på Smögen)
- 1970 – Aristocats (röst; Madame Adelaide Bonfamille)

## Teater

### Roller (ej komplett)
| År   | Roll  | Produktion                  | Regi             | Teater      |
| ---- | ----- | --------------------------- | ---------------- | ----------- |
| 1949 | Maria | Yerma Federico García Lorca | Per-Axel Branner | Nya Teatern |